# Дойранци (Кырджалийская область)
Дойранци (болг. Дойранци) — село в Болгарии. Находится в Кырджалийской области, входит в общину Ардино. Население составляет 2 человека.

## Политическая ситуация
Дойранци подчиняется непосредственно общине и не имеет своего кмета.
Кмет (мэр) общины Ардино — Ресми Мехмед Мурад (Движение за права и свободы (ДПС)) по результатам выборов.